# Battaglia del Washita
Il massacro del Washita (chiamato anche battaglia del Washita) si svolse il 27 novembre 1868 quando il 7º cavalleria del tenente colonnello George Armstrong Custer attaccò l'accampamento dei Cheyenne meridionali di Pentola Nera lungo il fiume Washita (nei pressi dell'attuale Cheyenne), parte di un importante campo invernale indiano.

## Contesto storico
Dopo che Cheyenne meridionali e Arapaho ebbero firmato il trattato di Medicine Lodge, gli fu chiesto di trasferirsi a sud dagli attuali Kansas e Colorado in una nuova riserva del territorio indiano (attuale Oklahoma). Questo li obbligò a rinunciare al loro territorio tradizionale in cambio di una piccola terra arabile lontana dai bisonti, loro principale fonte di carne e centro della loro cultura. Mesi di fragile pace sopravvissero alle razzie tra Kaw e Cheyenne meridionali.
Nell'estate del 1868 gruppi armati di Cheyenne meridionali e di alleati Arapaho, Kiowa, Comanche, Cheyenne settentrionali, Brulé e Oglala Lakota e Pawnee attaccarono gli insediamenti in Kansas occidentale, Colorado sudorientale e Texas nordoccidentale. Tra queste razzie vi furono quelle compiute lungo i fiumi Solomon e Saline Kansas, iniziate il 10 agosto 1868. I guerrieri uccisero almeno 15 coloni bianchi, ne ferirono altri e si disse che stuprarono alcune donne, prendendone altre prigioniere da inserire nelle proprie tribù.
Il 19 agosto 1868 il colonnello Edward Wanshear Wynkoop, agente indiano dei Cheyenne e degli Arapaho a Fort Lyon, Kansas, interrogò Piccola Roccia, un capo del villaggio Cheyenne di Pentola Nera. Piccola Roccia disse quello che sapeva riguardo alle razzie del Saline e del Solomon. Secondo il racconto di Piccola Roccia un gruppo di 200 Cheyennes di un campo sopra la biforcazione del Walnut Creek era partito deciso ad attaccare i Pawnee, ma invece assaltò i coloni bianchi di Saline e Solomon. Alcuni guerrieri tornarono al campo di Pentola Nera. Piccola Roccia scoprì da loro quello che era successo. Piccola Roccia fece il nome dei guerrieri responsabili delle razzie ed accettò di provare a consegnarli alle autorità dei bianchi.

## Indiani nel novembre 1868

### Campi invernali sul fiume Washita

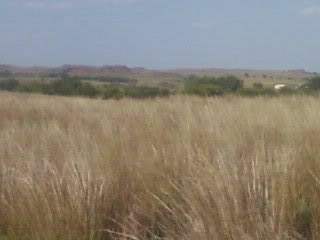
Posizione del campo di Pentola Nera sul fiume Washita nel 2008

All'inizio di novembre 1868 il campo di Pentola Nera si unì ad altri campi Cheyenne meridionali e di altre tribù del fiume Washita, che loro chiamavano fiume Lodgepole dal nome dei pini locali. Il villaggio di Pentola Nera era il più occidentale di una serie di campi Cheyenne, Arapaho, Kiowa, Comanche e Kiowa-Apache che si estendevano per 25 km lungo il Washita.
Il villaggio di Pentola Nera era posizionato molti chilometri ad ovest degli altri campi ed era composto da circa 50 capanne Cheyenne, 2 di ospiti Arapaho e 2 di ospiti Lakota, per un totale di circa 250 abitanti. Piccola Roccia, l'unico capo consiglio rimasto con Pentola Nera dopo il massacro di Sand Creek del 1864, viveva con la sua famiglia nel villaggio. Comprendeva anche le famiglie di Grande Uomo, Lupo che Guarda Indietro, Clown, Uomo Irritabile, Uomo Scabbioso, Mezza Gamba, Lingua d'Orso e Rotolato Giù.
A valle del campo di Pentola Nera il Washita girava verso nord formando un'ampia ansa. Nella parte settentrionale si trovava il campo Arapaho di Piccolo Corvo, Grande Bocca, Orso Giallo e Lupo Chiazzato per un totale di 180 capanne. Sotto l'ansa c'era un grande campo di Cheyenne meridionali guidato da Freccia di Medicina. I seguaci di Piccolo Abito, Collina Sabbiosa, Vitello di Pietra, Vecchio Piccolo Lupo (Big Jake) e Uomo Nero Bianco formavano un grosso villaggio, e nelle loro vicinanze ce n'era uno più piccolo con i seguaci di Vecchio Mulinello. Questi due villaggio Cheyenne assieme contavano 129 capanne, situate lungo l'ansa a sudest del campo di Piccolo Corvo e ad ovest del piccolo campo Kiowa di Uccello Calciante.
I capi Kiowa Orso Bianco, Lupo Solitario e Aquila Nera avevano trasferito i propri villaggi nella zona di Fort Cobb. A valle vi erano altri campi di Comanche e Kiowa-Apaches. In tutto 6000 indiani erano accampati per l'inverno lungo il Washita.

### Incontro del 20 novembre a Fort Cobb
A metà novembre un gruppo di Cheyenne guidato da Pentola Nera e Piccolo Abito e di Arapaho con Grande Bocca e Lupo Chiazzato giunsero a Fort Cobb per fare visita al proprietario della Trading post William "Dutch Bill" Griffenstein. La moglie Cheyenne di Griffenstein, Jennie, originaria del campo di Pentola Nera, era morta attorno al 10 ottobre. Griffenstein aveva mandato emissari ad informare i parenti della sua morte, forse chiedendo anche a Pentola Nera di incontrarsi con il colonnello William B. Hazen per negoziare la pace. I quattro capi si incontrarono con Hazen il 20 novembre con il capitano Henry Alvord del 10º cavalleria che ne teneva la minuta.
Pentola Nera iniziò dicendo ad Hazen, "I Cheyenne, quando sono a sud dell'Arkansas, non vogliono tornare a nord perché temono di avere problemi, ma si continua a dirgli che staranno meglio lì, e che verranno premiati se lo fanno". Hardoff fa notare che secondo i termini del trattato di Medicine Lodge la riserva Cheyenne-Arapaho aveva il fiume Arkansas come confine settentrionale. Nell'aprile del 1868 lo United States Army distribuì cibo a Cheyenne ed Arapaho stanziati a Fort Larned e Fort Dodge, anche a quelli a nord dell'Arkansas. Inoltre il 9 agosto 1868 pagarono le rendite dovute in armi e munizioni a Fort Larned invece che a sud dell'Arkansas.
Pentola Nera proseguì, chiedendo se avesse dovuto trasferire i propri uomini a sud a Fort Cobb:
()
Subito dopo parlò Grande Bocca degli Arapaho, dicendo:
()
Il 13 ottobre il generale William Tecumseh Sherman, comandante della divisione militare del Missouri, ordinò ad Hazen di fornire provviste agli indiani che volevano restare fuori dalla guerra. Gli ordini dicevano che se il generale Philip Henry Sheridan avesse dovuto invadere la riserva per punire gli indiani ostili, avrebbe dovuto risparmiare quelli "ben disposti". Sherman sottolineò i campi indiani non ostili attorno a Fort Cobb. Hazen sapeva che Sheridan aveva già dichiarato "ostili" Cheyenne e Arapaho, intendendo che sarebbero stati attaccati dallo U.S. Army. Hazen disse ai quattro capi che non avrebbe potuto firmare una pace con loro. Gli consigliò di non arrivare a Fort Cobb, dato che la loro presenza avrebbe rovinato la pace di Kiowa e Comanche già accampativi. Disse loro:
()
Parlando con Sherman il 22 novembre Hazen disse:
()
Hazen disse che mentre i capi sembravano sinceri, Kiowa e Comanche di Fort Cobb dissero che i giovani guerrieri che accompagnavano i capi si vantavano del fatto che la pace non fosse stata firmata. Si vantavano del fatto che i Lakota e le altre tribù settentrionali sarebbero giunte la primavera seguente per "ripulire l'intero paese". Hazen prese talmente seriamente queste dichiarazioni che chiese a due compagnie del 10º cavalleria di Fort Arbuckle e a due obici di restare per una settimana o due a Fort Cobb.

### Ritorno di Pentola Nera al Washita

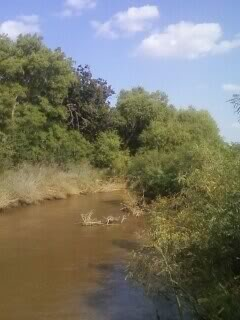
Fiume Washita, nelle cui vicinanze Pentola Nera fu ucciso mentre cercava di attraversare il fiume

Pentola Nera e gli altri capi partirono da Fort Cobb attorno al 21 novembre con scorte di cibo fornite da Griffenstein, viaggiando in mezzo ad una tempesta. Raggiunsero i loro villaggi sul Washita la sera del 26 novembre.
La sera prima, il 25 novembre, un gruppo composto da 150 guerrieri compresi i giovani dei campi di Pentola Nera, Frecce Mediche, Piccolo Abito e Vecchio Mulinello tornò agli accampamenti sul Washita. Avevano razziato gli insediamenti bianchi di Smoky Hill con i Soldati Cane.
Il maggiore Joel Elliott del 7º cavalleria ne seguì le tracce il 26 novembre, guidando Custer ed i suoi uomini al Washita. Lo stesso giorno che Pentola Nera faceva ritorno al Washita, un gruppo di Kiowa stava tornando dalle razzie compiute contro gli Ute ed attraversava l'accampamento di Pentola Nera diretto al loro villaggio. Dissero ai Cheyenne di essere passati nei pressi di Antelope Hills sul fiume Canadian, e di aver visto molte orme dirette a sud verso i campi Washita. I Cheyenne non li ascoltarono, non credendo che i soldati statunitensi si sarebbero spinti tanto a sud durante l'inverno. I Kiowa proseguirono verso il loro villaggio più ad est lungo il fiume, ma Segue il Nemico decise di restare la notte con gli amici nel campo di Pentola Nera.
Sempre il 26 novembre Collo di Corvo, un guerriero di ritorno, disse a Uomo Calvo (noto anche come Uomo Irritabile) di aver lasciato a riposare un cavallo esausto lungo il percorso. Quando tornò a prenderlo quello stesso giorno vide uomini in movimento a nord che sembravano soldati. Impaurito tornò al villaggio senza il proprio cavallo. Uomo Cattivo dubitava del fatto che Collo di Corvo avesse visto dei soldati; disse che forse aveva la coscienza sporca per non aver ascoltato i capi ed essersi unito al gruppo di guerrieri. Collo di Corvo non disse a nessun altro quello che aveva visto, temendo di venire deriso, o punito da Pentola Nera per aver partecipato alla razzia.
La sera del 26 novembre Pentola Nera tenne un consiglio nella sua capanna con i più importanti uomini del suo villaggio per parlare di quanto scoperto a Fort Cobb riguardo a Sheridan. La discussione durò fino alle prime ore del mattino del 27 novembre. Il consiglio decise che dopo aver cancellato le orme sulla neve, avrebbero mandato emissari a parlare con i soldati. Volevano risolvere le incomprensioni e chiarire che il popolo di Pentola Nera voleva la pace. Nel frattempo decisero di spostare l'accampamento a valle per stare più vicini agli altri indiani.
Secondo Si Muove Dietro La Donna, che aveva 14 anni al tempo dell'attacco del Washita, la moglie di Pentola Nera, una donna di medicina, rimase fuori dalla capanna per lungo tempo. Era infuriata per il fatto che il campo non si era spostato durante la notte, e disse "Non mi piace questo ritardo, avremmo già potuto spostarci di molto. L'agente ci ha detto di partire subito. Sembra che siamo pazzi e sordi, e che non riusciamo ad ascoltare". Il fratello di Falco Nero, Scudo Bianco (noto anche come Cavallo Gentile), ebbe una visione di un lupo ferito sul lato destro della testa, in lutto per i suoi piccoli che erano stati sparsi ed uccisi da un potente nemico. Cercò di convincere Pentola Nera a trasferire subito il campo, ma senza successo. Ma cinque dei figli di Pentola Nera (quattro figlie ed un figlio) si trasferirono nel campo del nipote di Pentola Nera, Mulinello, 16 km a valle del fiume (8 km in linea d'aria).

## Offensiva di Sheridan
Il generale Philip Sheridan, al comando del dipartimento del Missouri, decise di attaccare i Cheyenne durante l'inverno. Nonostante fosse difficoltosa, una campagna d'inverno permetteva di ottenere grandi risultati. Se avessero distrutto capanne, cibo e bestiame degli indiani non solo i guerrieri ma anche donne e bambini sarebbero stati alla mercé dell'Armata. Sarebbero stati obbligati ad arrendersi. Sheridan organizzò la convergenza di tre colonne poco ad est del Texas Panhandle: una in partenza da Fort Lyon in Colorado, una da Fort Bascom in Nuovo Messico ed una da un campo rifornimenti ancora da fondare (Camp Supply). Fu in seguito rinominato Fort Supply in territorio indiano. Il tenente colonnello George Armstrong Custer guidò il 7º cavalleria contro le varie tribù del Washita.

## L'attacco

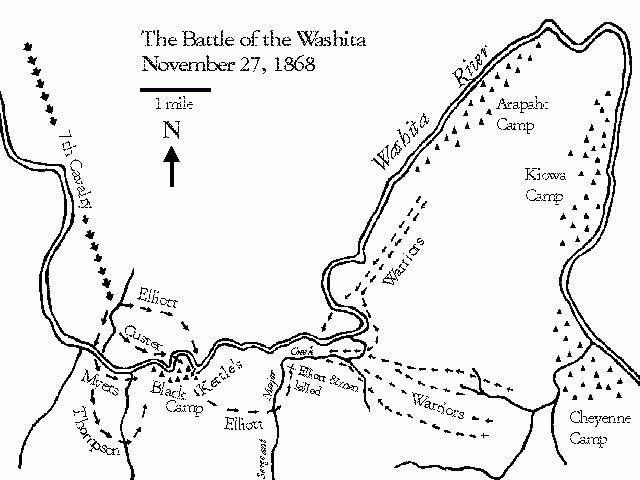
Mappa della battaglia

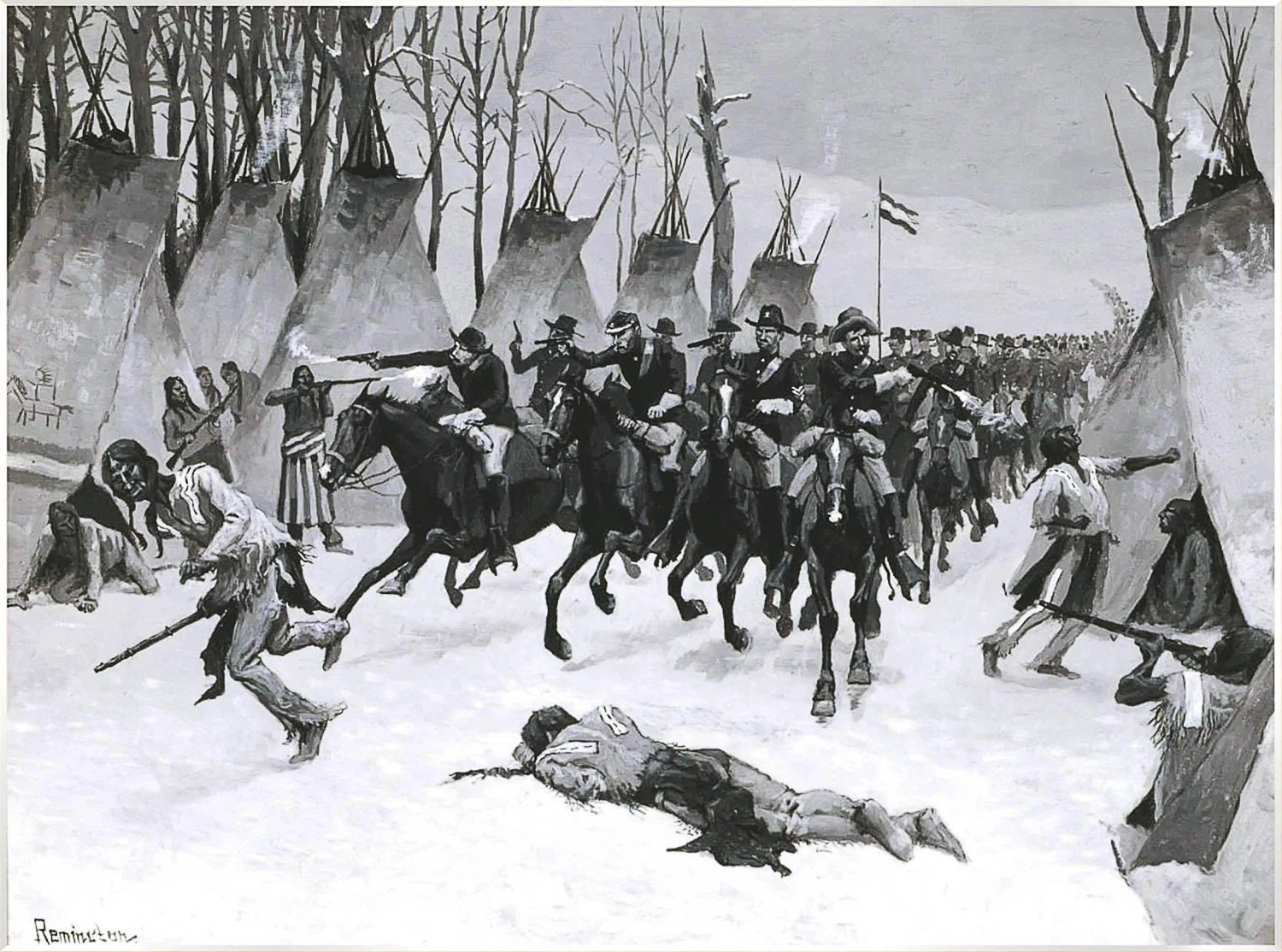
Battaglia del Washita

Il 26 novembre 1868 le guide Osage di Custer trovarono le tracce di un gruppo di guerrieri indiani. Gli uomini di Custer le seguirono tutto il giorno senza sosta fino al tramonto, quando si fermarono fino all'alba. Quando raggiunse il villaggio di Pentola Nera, Custer divise i suoi uomini in quattro gruppi, ed alle prime luci dell'alba sarebbero confluiti simultaneamente sul villaggio. All'alba, quando le colonne attaccarono, Doppio Lupo si svegliò ed iniziò a sparare col proprio fucile per dare l'allarme; fu tra i primi a morire durante la carica. I guerrieri Cheyenne lasciarono di fretta le capanne per nascondersi tra gli alberi e tra le rocce. Custer prese subito il controllo del villaggio, ma gli servì del tempo per sconfiggere ogni resistenza.
Pentola Nera e la moglie furono colpiti da proiettili ed uccisi mentre fuggivano a cavallo. Dopo la conquista del villaggio di Pentola Nera, Custer si trovò in una posizione precaria. Quando lo scontro iniziò a scemare, vide numerosi gruppi di indiani a cavallo radunati sulle vicine colline e scoprì che il villaggio di Pentola Nera era solo uno dei tanti villaggi indiani posti lungo il fiume. Temendo di venire attaccato, ordinò ad alcuni dei suoi uomini di assumere posizioni difensive mentre gli altri avrebbero saccheggiato beni e cavalli. Distrussero quello che non poterono portare via, compresi 675 cavalli. Risparmiarono 200 cavalli che usarono per trasportare i prigionieri.

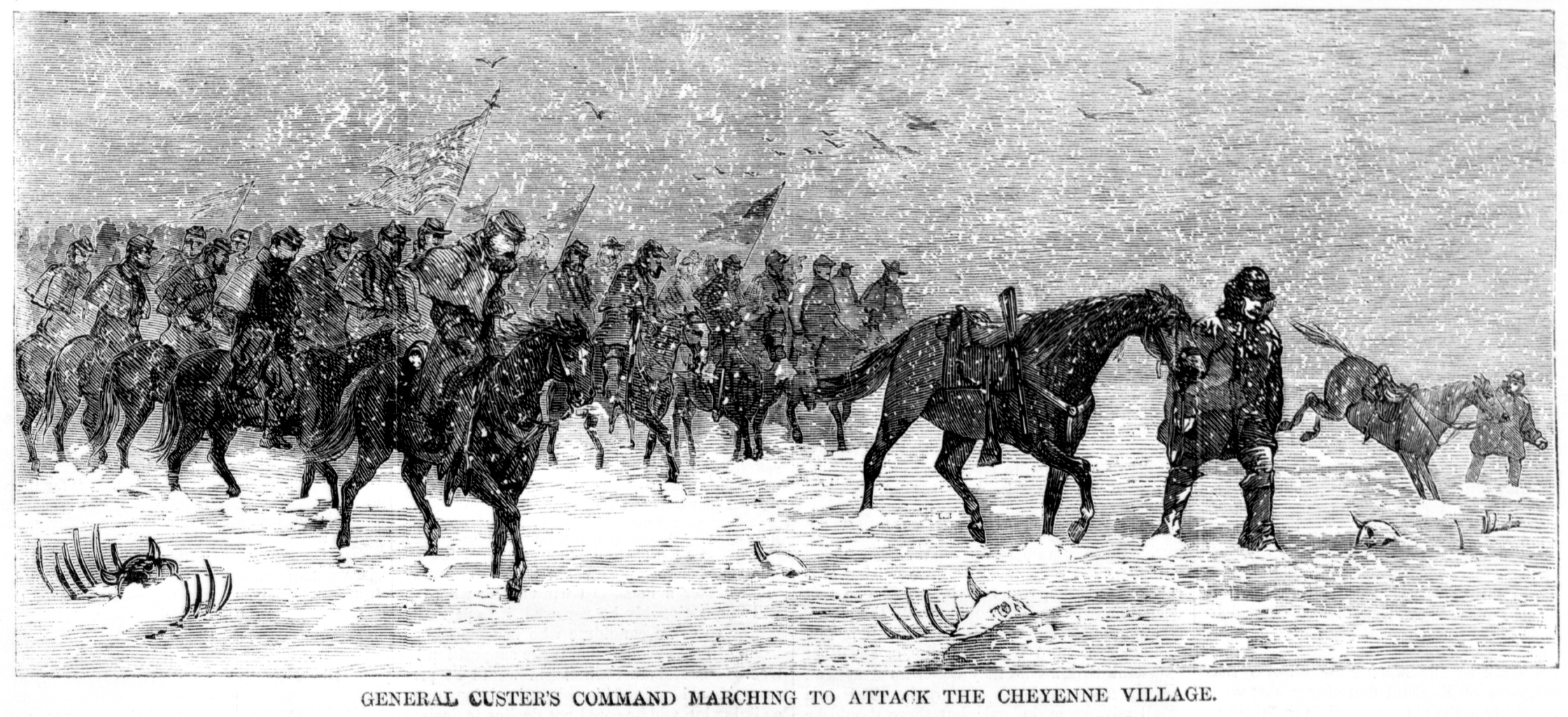
General Custer Marching to Cheyenne Village, 1868

Verso sera, temendo che gli indiani trovassero ed attaccassero i suoi rifornimenti, Custer iniziò una marcia verso gli altri accampamenti. Gli indiani vicini si ritirarono, e Custer tornò ai propri rifornimenti.
Nel primo resoconto della battaglia del generale Sheridan il 28 novembre 1868, Custer disse che dopo un "attento esame dopo la battaglia" i suoi uomini avevano trovato i corpi di 103 guerrieri, una cifra riportata anche da Sheridan quando parlò della battaglia del Washita al maggior generale W.A. Nichols il giorno dopo. Infatti non fu fatto un conto dei caduti. La cifra si basava sul resoconto che Custer aveva ottenuto dai suoi ufficiali il giorno dopo l'assalto, durante il ritorno a Camp Supply. Le stime dei caduti Cheyenne e di altri indiani fatte dalle guide di Custer furono molto più basse.
Secondo un resoconto moderno dello United States Army Center of Military History, il 7º cavalleria ebbe 21 soldati morti (tra cui 2 ufficiali) e 13 feriti a Washita. Stimarono di aver provocato agli indiani 50 morti e "molti" feriti. Venti dei soldati uccisi facevano parte del piccolo distaccamento del maggiore Joel Elliott, anch'egli tra i morti. Elliott si era diviso dalle tre compagnie che comandava, apparentemente senza l'approvazione di Custer. Gridando "Siamo qui per un Brevetto o una bara!", Elliott ed i suoi pochi uomini inseguirono un gruppo di Cheyenne in fuga. Si imbatterono in un gruppo misto di Cheyenne, Kiowa e Arapaho che stavano giungendo dagli altri villaggi in aiuto di Pentola Nera. I guerrieri sconfissero il piccolo gruppo in una sola carica.
La brusca ritirata di Custer senza interessarsi del destino di Elliott e dei dispersi misero in ombra la reputazione di Custer tra i suoi pari grado. Nel 7º cavalleria vi fu un risentimento mai più curato. In particolare l'amico di Eliott e capitano della compagnia H, Frederick Benteen, non perdonò mai Custer per aver "abbandonato" Elliott ed i suoi soldati. Otto anni dopo, quando Benteen non riuscì a giungere in aiuto di Custer nella battaglia del Little Bighorn, le sue azioni furono esaminate alla luce della sua antica inimicizia verso Custer per quanto fatto a Washita.

## Ruolo degli indiani non combattenti nella strategia di Custer

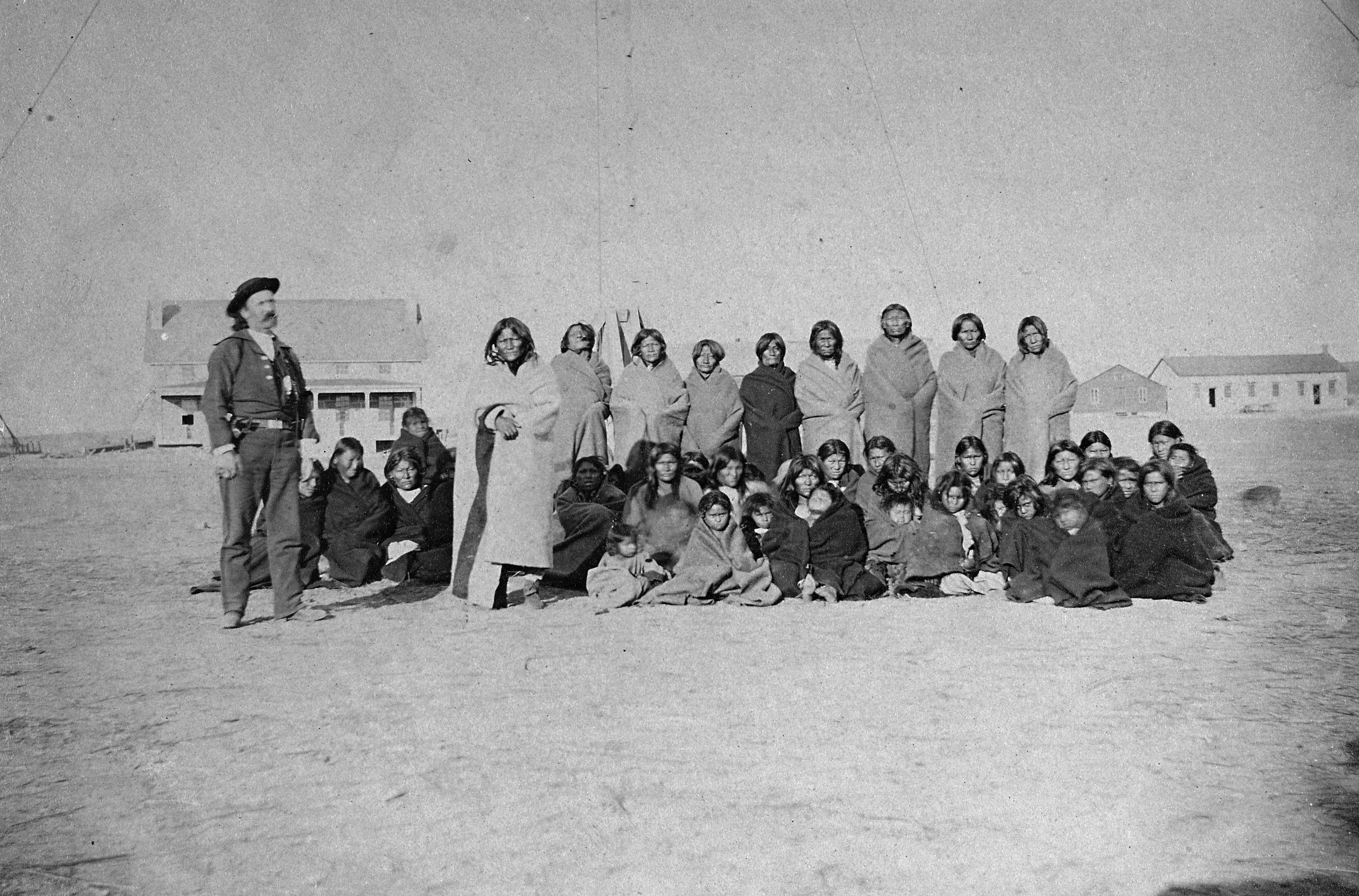
Prigionieri Cheyenne catturati a Fort Dodge (Kansas) davanti alla palizzata di Fort Hays; sulla sinistra si trova il capo delle guide John O. Austin

L'accampamento dei Cheyenne meridionali sul Washita conteneva una componente chiave della strategia di Custer, gli indiani non combattenti. Donne, bambini, anziani o disabili dovevano essere catturati e servire da ostaggi e scudi umani. Il battaglione di Custer intendeva "entrare di corsa nel campo e prendere ostaggi non combattenti" per "obbligare i guerrieri ad arrendersi". Custer dimostrò l'utilità di una strategia che usava "donne e bambini catturati" per "neutralizzare" la superiorità numerica Cheyenne nella battaglia del Washita.
Lo scrittore James Donovan cita 53 donne e bambini presi sul Washita come "prigionieri" ed usati come scudi umani per permettere la fuga del reggimento di Custer dall'assalto dei villaggi vicini. Lo storico Jerome Greene ne spiegò l'utilizzo: "…53 donne e bambini presi prigionieri sul Washita servirono come assicurazione contro l'assalto degli indiani a valle durante la fuga di Custer dal posto la sera del 27 novembre". Quando Custer avanzò col proprio reggimento fingendo un attacco, gli ostaggi a cavallo si trovavano tra le sue truppe, e i guerrieri fuggirono "temendo che i loro spari potessero colpire i prigionieri".
Larry Sklenar, nel suo racconto della battaglia del Washita, descrive il ruolo degli "ostaggi" come scudi umani:
(Sklenar, Larry)
Custer spiegò la logica militare del loro uso tattico nel suo libro My Life on the Plains, pubblicato due anni prima della battaglia del Little Bighorn:
()
Il generale Phil Sheridan, comandante del dipartimento del Missouri, aveva ordinato la spedizione del Washita specificando: "…distruggere i villaggi ed i cavalli [indiani], uccidere o impiccare tutti i guerrieri, e prendere tutte le donne ed i bambini [sopravvissuti". L'obiettivo di questa "guerra totale", prevista da Sheridan, era quello di "far provare a tutta la società indiana gli orrori della guerra come ai guerrieri".
Benjamin "Ben" Clark, l'apprezzata guida del 7º cavalleria, parlò dell'esecuzione di questi ordini sul Washita: "Il reggimento galoppò tra i tipi… sparando indiscriminatamente ed uccidendo uomini e donne". Un'unità di cavalleria fu vista inseguire "un gruppo di donne e bambini" sparandogli ed "uccidendoli senza pietà". Il tenente Edward Godfrey osservò che i soldati non si preoccuparono "di non colpire le donne" durante l'attacco.
Ben Clark parlo della "perdita di 75 guerrieri [Cheyenne] morti, e di molte donne e bambini uccisi". Greene notò che "…tutti i guerrieri attorno al villaggio – a prescindere dall'entità delle loro ferite" furono (secondo la testimonianza di Clark) "colpiti a morte". Questa cosa coincide con gli ordini di Sheridan di uccidere o impiccare tutti i guerrieri catturati. L'applicazione del 7º cavalleria della strategia che prevedeva l'uso dei non combattenti contribuì alla "distruzione" completa del villaggio di Pentola Nera, che "cessò di esistere".
Il colonnello Ranald Slidell MacKenzie, con elementi del 4º cavalleria, ne emulò il successo ed i metodi nella guerra di Red River nella battaglia della biforcazione settentrionale, nei pressi di McClellan Creek in Texas nel 1872. Applicando tattiche simili a quelle di Custer, i 284 uomini di Mackenzie attaccarono un villaggio Comanche di 262 capanne e 500 guerrieri, catturando 130 donne e bambini. I prigionieri servirono come scudi umani quando Mackenzie si ritirò al campo rifornimenti, e come ostaggi offerti come "merce di scambio per obbligare gli indiani a tornare nella riserva, ed a liberare i prigionieri bianchi".

## Controversie

### Caduti indiani sul Washita
Il numero di caduti indiani sul Washita citati da Custer è controverso. Nel suo primo resoconto al generale Sheridan del 28 novembre 1868, Custer dice che "dopo un attento esame dopo la battaglia" furono trovati i corpi di 103 guerrieri, cifra riportata da Sheridan quando da Camp Supply inoltrò le notizie al maggior generale W.A. Nichols il giorno dopo. In realtà non fu mai fatto un conto dei morti sul campo. Secondo il tenente Edward S. Godfrey non fu fatta una stima dei caduti indiani fino alla sera del giorno dopo, dopo che i soldati si erano accampati durante la marcia di ritorno a Camp Supply. "La seconda notte [dopo la battaglia]" disse Godfrey a Walter M. Camp in un'intervista del 1917, "Custer chiese agli ufficiali quanti indiani avessero visto morti nel villaggio, e fu da questi dati che fu stilato il resoconto ufficiale dei caduti. I morti indiani sul campo non furono contati dai soldati, ma stimati in seguito, come detto".
Nelle sue memorie del 1928 Godfrey disse: "La sera dopo cena gli ufficiali furono convocati e ad ognuno fu chiesto dei guerrieri nemici morti, dei luoghi, ecc. Fu fatto ogni sforzo per evitare di contare doppi alcuni guerrieri. Il totale calcolato fu di 103". Il capitano Benteen disse, nelle note alla sua personale copia del Wild Life on the Plains and Horrors of Indian Warfare di W.L. Holloway, che "Custer riunì gli ufficiali per chiedere ad ognuno di loro quanti indiani morti ognuno aveva visto; quindi le varie cifre furono sommate. Tutti avevano visto gli stessi indiani morti." [enfasi nell'originale].
John Poisal e Jack Fitzpatrick, guardie mezzosangue unite al 7º cavalleria, parlarono di cifre diverse alla guida J.S. Morrison quando giunsero a Fort Dodge con i prigionieri Cheyenne. In una lettera all'agente indiano Edward W. Wynkoop del 14 dicembre 1868 Morrison scrisse:
()
I prigionieri Cheyenne interrogati dal generale Sheridan a Camp Supply parlarono di 13 Cheyenne, 2 Sioux ed 1 Arapaho morti a Washita, cifra che in seguito Sheridan riportò a Nichols. Il giornalista DeB. Randolph Keim interrogò le donne prigioniere con l'aiuto dell'interprete Richard Curtis. Ottenne i nomi dei morti e giunse alla stessa cifra: 13 Cheyenne, 2 Sioux ed 1 Arapaho. Successive informazioni da varie fonti Cheyenne, indipendenti tra loro, tendono a confermare le cifre fornite dalle donne Cheyenne prigioniere. Pochi resoconti militari contavano donne e bambini tra i morti. Custer ammise nel suo resoconto: "Nell'eccitazione della battaglia, e per autodifesa, capitò che alcune squaw e pochi bambini furono uccisi o feriti...".
Dopo che Custer e Sheridan ebbero visitato il campo di battaglia a dicembre, Custer rivide al rialzo le stime precedenti di 103 morti. Scrisse da Fort Cobb:
()
Hoig fa notare che se fosse vero, la cifra indicherebbe che praticamente ogni persona del villaggio di Pentola Nera sarebbe stata uccisa o catturata. Greene afferma che "le cifre di Custer furono gonfiate, e le fonti specifiche di queste informazioni rimangono sconosciute". Hardorff considera il totale rivisto da Custer con scetticismo:
()
Greene considera più affidabili le stime Cheyenne e di altri indiani. Scrive: "Come ci si può aspettare, le migliori stime vengono da coloro che hanno subito le perdite", "anche se non concordano". Utley scrive: "I calcoli indiani — una dozzina di guerrieri e il doppio di donne e bambini morti – sono improbabilmente basse quando quelle di Custer sono alte". Hoig scrive: "Anche se la cifra di 103 non giunse da un preciso conteggio ufficiale, è una cifra già riportata sulle targhe sul campo di battaglia. Dato che non potrà mai esserne dimostrata la fallacia, la cifra resterà senza dubbio quella accettata come numero di indiani uccisi da Custer sul Washita. La storia dovrebbe chiarire, comunque, che i morti non erano per forza tutti guerrieri incontrati in campo aperto e sconfitti".
Molti racconti Cheyenne forniscono i nomi dei morti sul Washita. Nel suo libro relativo al Washita, Greene fornisce un'appendice di "Known Village Fatalities at the Washita" (Abitanti morti conosciuti sul Washita). Compilò una lista di nomi unici, per un totale di 40 uomini, 12 donne (di cui 11 non identificate) e 6 bambini. Greene nota che alcuni individui potrebbero aver avuto più di un nome, per cui alcuni potrebbero essere duplicati. Usando le stesse fonti Richard G. Hardorff ha compilato una "Composite List of Names" (Lista composta di nomi). In particolare fa coincidere nomi multipli (o traduzioni multiple dello stesso nome) tra fonti diverse; ad esempio il messicano Pilan con i nomi indiani Orso Bianco e Alto Uomo Bianco; o Uomo Aspro o Uomo Irritabile noto anche come Uomo Cattivo. Scrive Hardorff: "Alcuni morti possono essere stati identificati col nome di nascita da una fonte e col soprannome da un'altra. Le variazioni di traduzione dei nomi aggiunge confusione nell'identificazione...".
| Stime dei caduti indiani nella battaglia del Washita secondo le fonti contemporanee |                                             |                                         |                     |                    |           |
| Fonte | Data della stima                            | Uomini                                  | Donne               | Bambini            | Totale    |
| Tenente colonnello G.A. Custer, 7º cavalleria | 28 novembre 1868                            | 103                                     | alcune              | pochi              | Oltre 103 |
| Donne prigioniere, tramite l'interprete Richard Curtis e il giornalista del New York Herald DeB. Randolph Kleim | 1º dicembre 1868                            | 13 Cheyenne 2 Sioux 1 Arapaho           | n/a                 | n/a                | 16        |
| Maggior generale Philip H. Sheridan, divisione del Missouri | 3 dicembre 1868                             | 13 Cheyenne 2 Sioux 1 Arapaho           | n/a                 | n/a                | 16        |
| Aquila Nera (Kiowa), tramite l'interprete Philip McCusker | 3 dicembre 1868                             | 11 Cheyenne 3 Arapaho                   | molte               | molti              | Oltre 14  |
| Capitano Henry E. Alvord, 10º cavalleria | 12 dicembre 1868 (rivisto il 4 aprile 1874) | 80 Cheyenne 1 Comanche 1 Kiowa          | n/a                 | n/a                | 81 (82)   |
| John Poisal e Jack Fitzpatrick, guide del 7º cavalleria, tramite J.S. Morrison | 14 dicembre 1868                            | 20                                      | 40 donne e bambini  | 40 donne e bambini | 60        |
| Tenente colonnello G.A. Custer, 7º cavalleria | 22 dicembre 1868                            | 140                                     | alcune              | pochi              | Oltre 140 |
| Cheyenne non identificati, tramite il colonnello Benjamin H. Grierson, 10º cavalleria | 6 aprile 1869                               | 18                                      | n/a                 | n/a                | 18        |
| Luna Rossa, Minimic, Occhi Grigi, Piccolo Abito (Cheyenne) tramite via Vincent Colyer, Special Indian Commissioner | 9 aprile 1869                               | 13                                      | 16                  | 9                  | 38        |
| Benjamin H. Clark, capo delle guide del 7º cavalleria | 1899                                        | 75                                      | 75 donne e bambini  | 75 donne e bambini | 150       |
| Dennis Lynch, soldato semplice, 7º cavalleria | 1909                                        | 106                                     | alcune              | n/a                | Oltre 106 |
| Med Elk Pipe, Stinco Rosso (?) tramite George Bent/George Hyde | 1913                                        | 11                                      | 12                  | 6                  | 29        |
| Collo di Corvo (?), tramite George Bent/George Bird Grinnell | 1914                                        | 11 Cheyenne 2 Arapaho 1 Messicano       | 10 Cheyenne 2 Sioux | 5                  | 31        |
| Packer/Lei Lupo (Cheyenne), tramite George Bent | 1916                                        | 10 Cheyenne 2 Arapaho 1 Messicano       | n/a                 | n/a                | 13        |
| Magpie/Piccolo Castoro (Cheyenne), tramite Charles Brill | 1930                                        | 15                                      | n/a                 | n/a                | 15        |
| Fonte: Appendix G table, "Aggregate Totals", Hardorff 2006, p. 403. Tabella originale modificata ed arrangiata in rodine cronologico, con l'aggiunta delle fonti per ogni stima e della colorazione per differenziare i vari tipi di fonte. |                                             |                                         |                     |                    |           |
| \| Legenda: \| Stime militari \| Stime di guide civili del 7º cavalleria \| Stime indiane \| |                                             |                                         |                     |                    |           |
| Legenda: | Stime militari                              | Stime di guide civili del 7º cavalleria | Stime indiane       |                    |           |

### Battaglia o massacro?

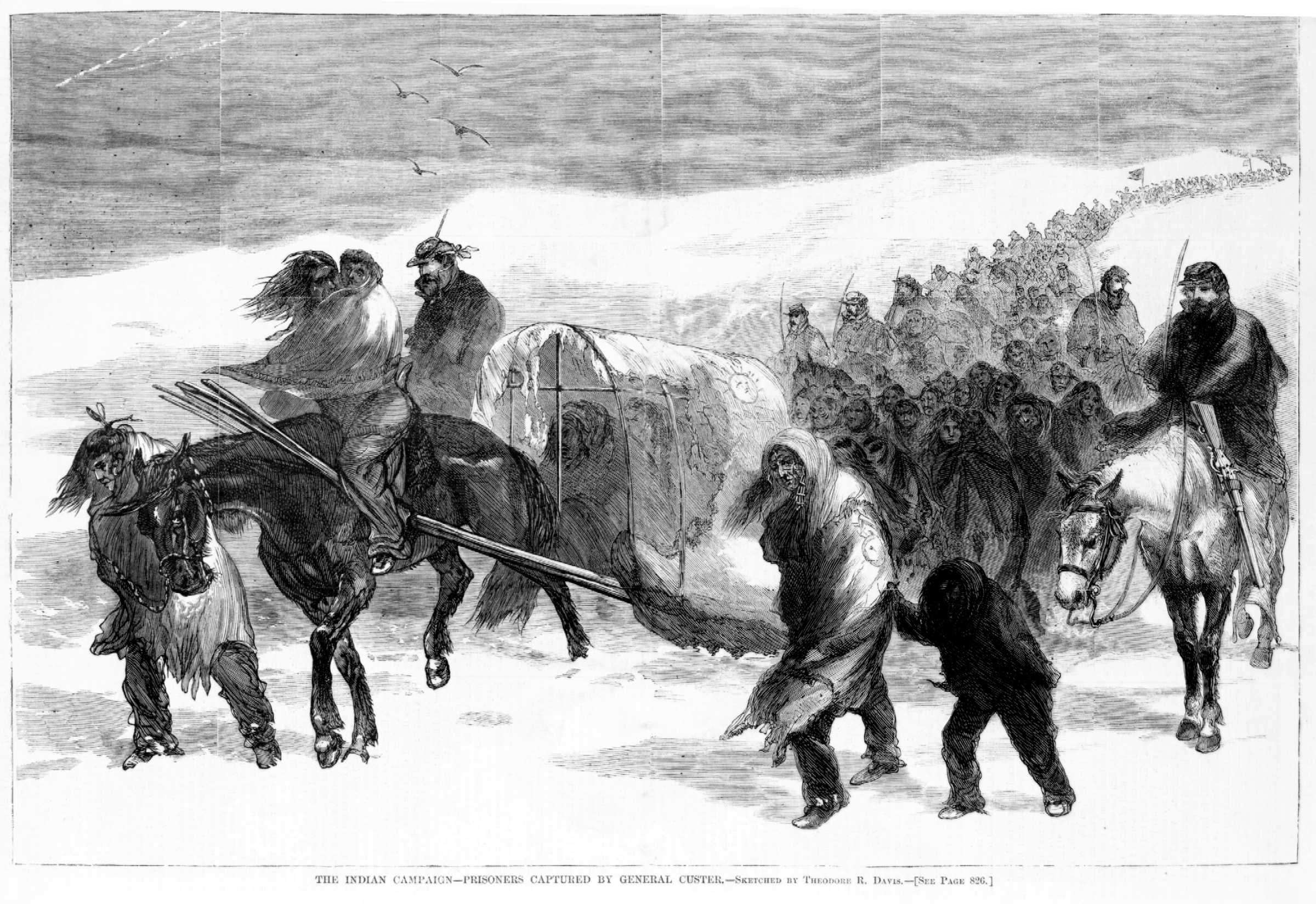
The Indian Campaign, schizzo del 1868 di Theodore R. Davis

Dopo gli eventi sorse una controversia sul fatto che lo scontro dovesse essere definito vittoria militare o massacro. Le discussione è aperta tuttora tra gli storici.
Il Bureau of Indian Affairs lo definisce "massacro di indiani innocenti", e gruppi umanitari lo denunciano come "macello a sangue freddo". I sopravvissuti Cheyenne lo considerano un evento orribile che ebbe un grosso impatto sulle loro vite e la loro comunità; la perdita di molti anziani, soprattutto, danneggiò le famiglie e la società Cheyenne. Gli odierni Cheyenne lo considerano un massacro e si battono per cambiare il nome del sito storico.
Custer non considerò Washita un massacro, e disse di non aver ucciso ogni indiano del villaggio, anche se ammise che i suoi uomini non poterono evitare di uccidere qualche donna e bambino. Disse che alcune donne imbracciarono le armi e furono per questo uccise e che presero prigionieri donne e bambini. Nel suo libro pubblicato nel 2004 per il National Park Service, lo storico Jerome Greene conclude che "I soldati evidentemente presero misure per proteggere donne e bambini".
Ad inizio dicembre 1868 l'attacco provocò un dibattito e delle critiche sulla stampa. Il 9 dicembre sul Leavenworth Evening Bulletin un articolo diceva: "I generali S. Sandford e Tappan, ed il colonnello Taylor della Indian Peace Commission, concordano che la battaglia con gli indiani fu semplicemente un attacco a tribù pacifiche, che stavano marciando verso la loro nuova riserva". Il 14 dicembre il New York Tribune scrisse: "il colonnello Wynkoop, agente di Cheyenne e Arapaho, ha pubblicato una lettera di dimissioni. Considera l'ultimo combattimento del generale Custer semplicemente un massacro, e dice che Pentola Nera e la sua tribù, indiani amici, erano, quando furono attaccati, in viaggio verso la riserva". LA guida James S. Morrison scrisse all'agente indiano Wynkoop che furono uccisi il doppio di donne e bambini rispetto ai guerrieri.
Nell'assalto frontale ad un accampamento armato ed ostile, l'unico caduto del 7º cavalleria fu il comandante di squadrone capitano Louis Hamilton; il resto dei morti furono il distaccamento del maggiore Joel Elliott, che morirono ad oltre un chilometro dal villaggio. Le compagnie A e D, composte da 120 ufficiali e soldati, patirono solo quattro feriti, mentre le C e K, con 120 ufficiali e soldati, non ebbero nemmeno feriti.
Lo storico Paul Andrew Hutton scrisse: "Nonostante il combattimento del Washita fu incredibilmente a senso unico, non fu un massacro. I Cheyenne di Pentola Nera non erano innocenti disarmati convinti di non essere in guerra. Molti guerrieri di Pentola Nera avevano recentemente avuto scontri con i soldati, ed il capo era stato informato da Hazen che non ci sarebbe stata pace fino alla resa a Sheridan. Ai soldati non fu ordinato di uccidere tutti, e Custer stesso fermò l'uccisione dei non combattenti, tanto che 53 prigionieri furono catturati dalle truppe".
Lo storico Joseph B. Thoburn considera la distruzione del villaggio di Pentola Nera troppo a senso unico per essere considerata una battaglia. Disse che se un gruppo di indiani avesse assaltato un insediamento di coloni bianchi contenente non più uomini del villaggio di Pentola Nera, con gli stessi risultati, l'incidente sarebbe stato senza dubbio definito "un massacro". Lo storico Stan Hoig sostiene che il conflitto coincide con la definizione di un massacro perché un gruppo di persone, anche in possesso di armi come lo erano i Cheyenne, furono uccisi "indiscriminatamente, senza pietà ed in gran numero".

## Nella cultura di massa
Alla fine del XX secolo, un periodo di attivismo per i diritti civili di nativi americani e delle minoranze, e di protesta per la guerra del Vietnam, film ed altri media rifletterono i cambiamenti nella prospettiva storica dalla battaglia del Washita. Usarono l'evento per rappresentare i problemi contemporanei. Nel film del 1970 Il piccolo grande uomo, basato sul romanzo del 1964 di Thomas Berger, il regista Arthur Penn raffigurò l'attacco del 7º cavalleria al villaggio di Pentola Nera sul Washita come un massacro, paragonandolo al massacro di My Lai operato nel 1968 dalle truppe statunitensi in Vietnam.
Il film per la televisione del 1991 intitolato Custer figlio della stella del mattino, basato sul romanzo omonimo (Son of the Morning Star) di Evan Shelby Connell, presentò la battaglia dal punto di vista di Kate Bighead (Cheyenne) e Elizabeth Custer. Mostra Pentola Nera ucciso dai soldati di Custer, e Custer che non aspetta notizie del maggiore Elliott. L'episodio 4 della miniserie TV del Into the West parla brevemente dell'attacco di Custer al villaggio di Pentola Nera.
La serie televisiva La signora del West ha trasmesso uno speciale episodio doppio intitolato Washita il 29 aprile 1995. L'episodio è ambientato durante l'attacco del Washita in Colorado invece che in Oklahoma, sito della vera battaglia. L'episodio romanza la figura di Custer e cerca deliberatamente di far credere ai coloni del Colorado che non ci sia differenza tra Pentola Nera e la sua tribù, mostrati pacifici, ed i Soldati Cane che attaccavano fattorie e ferrovie. Il personaggio principale, Dr. Michaela "Mike" Quinn, tentò inutilmente di discutere con Custer e di avvisare Pentola Nera dell'imminente massacro.
Nel film del 2003 intitolato L'ultimo samurai, Tom Cruise interpreta il capitano Nathan Algren, veterano del 7º cavalleria negli anni 1860. La sua partecipazione ai fatti di Washita, mostrati come un massacro, ne causa continui incubi.